# Keeling House
Keeling House è un condominio di 16 piani situato in Claredale Street a Bethnal Green, Londra. Venne progettato da Denys Lasdun e completato nel 1957  come un gruppo di quattro blocchi di villini disposti intorno a una torre di servizio centrale. Una radicale ristrutturazione nel 2001 ha aggiunto un piano attico e un servizio di portineria.

## Storia
Era originariamente parte di un più ampio progetto di edilizia residenziale pubblica che conteneva anche un edificio comunale di pochi piani chiamato Bradley House. L'edificio venne eretto in seguito al completamento dei due edifici più piccoli di Lasdun in Usk Street, Bethnal Green, con cui condivide il suo design "a grappolo". Erano tutte case popolari.
Lasdun era preoccupato che i precedenti progetti modernisti non tenessero sufficientemente conto di ciò che faceva funzionare i quartieri. Cercò di dare ai residenti un senso di luogo e appartenenza, replicando i buoni rapporti tra vicini che aveva notato nelle tradizionali strade con case a schiera vittoriane. Ogni abitazione era una villetta piuttosto che un appartamento, simile all'interno di una casa dell'East End. A differenza di un palazzone, progettò Keeling House con quattro ali che si affacciavano ciascuna sull'altra, incoraggiando il contatto tra i vicini. Tra la torre centrale degli ascensori e le porte d'ingresso degli appartamenti, gli inquilini dovevano passare nelle "asciugatrici" comuni per la lavanderia e il ripostiglio, dove sperava che l'interscambio sociale fosse naturale come nelle strade sottostanti. Tuttavia, progettò anche le case in modo che avessero la loro privacy; i balconi erano rivolti verso l'esterno e non si affacciavano l'uno di fronte all'altro. 
Keeling House era inizialmente popolare tra i residenti.  Tuttavia, in seguito soffrì dei problemi sociali che colpirono molte proprietà comunali negli anni 1970 e 1980. Il Tower Hamlets Council chiuse l'isolato nel 1992, a causa dei timori sulla qualità della costruzione.
Nel 1993, l'edificio è stato designato un Grade II * monumento classificato di  Grade II*, il primo esempio di edilizia popolare del dopoguerra a ricevere questa designazione. Tower Hamlets non poteva permettersi di ristrutturarlo e nel 1999 lo vendette a uno sviluppatore privato che lo convertì in appartamenti di lusso tra il 1999 e il 2001. Le caratteristiche principali della ristrutturazione comprendevano un suggestivo foyer in vetro con giochi d'acqua esterni progettati dagli architetti locali Munkenbeck e Marshall e otto attici su quello che in precedenza era stato il tetto di servizio di un edificio di 15 piani. Lasdun, morto nel 2001, ebbe modo di visitare il progetto e li sostenne, inclusa l'aggiunta di appartamenti attici, ma si rammaricò del fatto che l'edificio non avrebbe più ospitato i poveri. La riqualificazione ha vinto un RIBA Award nel 2002 e un encomio Civic Trust.
Bradley House, tuttavia, è stata demolita nel 2005. Il suo sito è stato riqualificato da Tower Hamlets Community Homes, un'associazione per l'edilizia abitativa, e da Hill Partnerships come parte di uno sviluppo misto aperto nel 2009.